# 尼斯模型

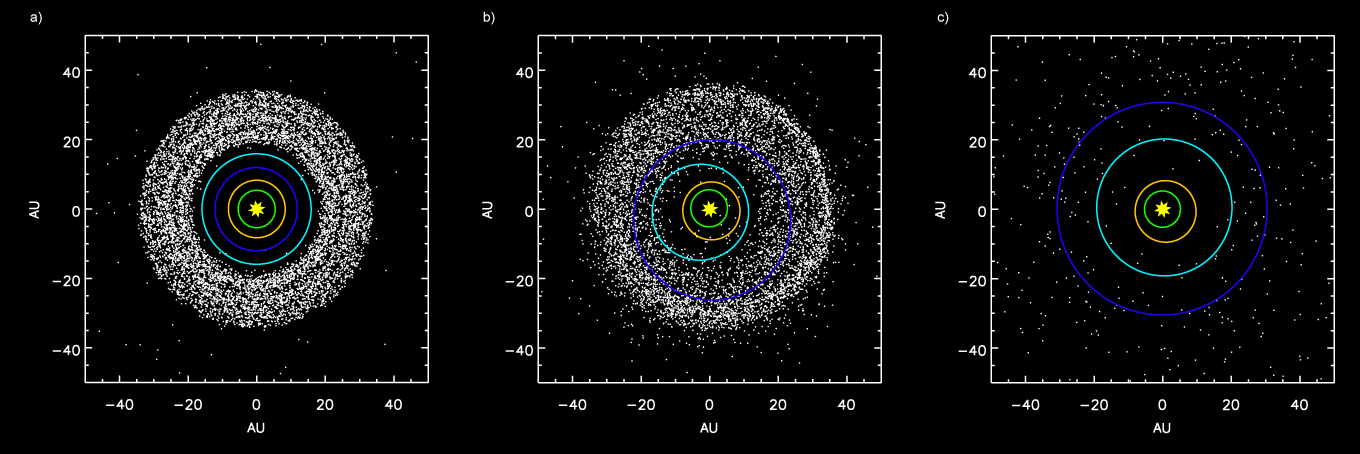
本模擬顯示了外行星和微行星帶的演化狀況：a) 木星和土星軌道週期在1:2共振之前狀況。b) 海王星（深藍色）和天王星（淺藍色）軌道移動後微行星散射入內太陽系。c)行星將微行星大量彈射後狀況。

尼斯模型（英語：Nice model，(發音： /ˈniːs/ NEESS）是一個太陽系動力演化理論。該理論以提出地，蔚藍海岸天文台所在的法國城市尼斯命名。該模型的提出是為了解釋太陽系中的類木行星在原行星盤內氣體消散很久之後從原本排列緊湊的位置遷移到今日位置的機制，這個模型和先前其他太陽系形成的模型並不相同。這個模型的太陽系動力學模擬是用來解釋太陽系內許多事件，其中包含了內太陽系的後期重轟炸期、奥尔特云的形成、太陽系小天體的分布，例如柯伊伯带，木星與海王星的特洛伊天体，以及大量被海王星重力影響的共振海王星外天體。這個模型因為許多對太陽系天體觀測的結果符合其預測而獲得成功，並且是近年最被廣泛接受的太陽系早期演化模型；雖然它並沒有被行星科學家普遍接受。該模型其中一個限制就是外行星的衛星和柯伊伯带（參見下文）。

## 發展歷史
尼斯模型的原始核心來自於2005年時科學家羅德尼·戈麥斯、哈羅德·F·李維森、亞歷山德羅·莫比德利和克莱奥门尼斯·钦加尼斯發表在《自然》期刊的三篇論文。在這三篇論文中，四位作者提出在原始太陽系盤內的氣體和塵埃消散以後，四顆類木行星（木星、土星、天王星和海王星）的原始軌道接近圓形，並且和太陽的距離在遠比現在緊湊的5.5到17天文單位之間。一個巨大且充滿小型岩石和冰塊，總共35倍地球質量微行星的盤結構從最外圍的類木行星延伸至35天文單位處。
科學家對於天王星和海王星形成過程所知甚少，因此李維森表示「...天王星和海王星形成的可能性幾乎是無止盡的」。然而，行星系統形成的過程被認為是如下文所述。位於原行星盤內側邊界的微行星偶爾會因為和最外圍的氣體巨行星重力相遇而改變軌道。行星將靠近它們的小天體向太陽系內散射，並且交換角動量，使行星向外圍移動以維持系統角動量守恆。這些微行星之後碰到其他行星也以類似機制被散射，並且使天王星、海王星和土星向外移動。儘管每次的動量改變程度相當小，但大量微行星長時間和行星交換角動量仍可使行星軌道大幅度改變（行星遷移）。這樣的過程持續進行直到和最內側且最巨大行星木星的交互作用為止，並且木星的巨大重力讓微行星進入長橢圓形軌道，甚至離開太陽系。而這些過程讓木星的位置稍微向內側移動。
微行星主要因為低軌道遭遇率而離開行星盤，並且這對應於低遷移率。在持續數億年的緩慢但漸進的遷移之後，最內側的兩顆巨行星木星和土星位於1：2轨道共振位置。軌道共振增加了軌道離心率，使整個行星系統變得不穩定。這時候大行星的位置變化則是戲劇性的快速。木星將土星推往現在的位置，並且這種位置改變作用將更外圍的兩顆巨冰行星天王星和海王星推往更高離心率的軌道。這兩顆巨冰行星進入了微行星盤後將數萬顆以上的微行星從原本的穩定軌道散射入太陽系更外圍，幾乎將整個原始微行星盤擾動，使99%的質量散失。以上情節可以解釋今日海王星外天體缺乏緊密分布區域的現象。部分的微行星進入內太陽系，使類地行星上的撞擊事件大幅增加，即所謂的後期重轟炸期。
最後，類木行星們到達了與目前軌道半長軸相當的軌道，並且和剩下的微行星盤內物質動態摩擦的結果使軌道離心率下降，讓天王星和海王星軌道重新接近圓形。
钦加尼斯等人的初始模型中，海王星和天王星有50%的機會在10億年內互換位置（太陽系年齡20%）。然而，這個結果只對應於原行星盤內特定質量分布，並且與行星特定質量相對應。

## 太陽系狀況
以不同的初始條件下模擬太陽系演化動力模型將產生各種太陽系內天體分布狀況。模型的初始條件是可以變化的，並且天體分布可以更多或更少，同時擁有特定軌道屬性。證明早期演化的模型是很困難的，因為演化過程無法被直接觀測到。然而，科學家可以藉由比較模擬中的預測結果和實際天文觀測的分布結果比較以確認是否為成功的動力學模型。今日太陽系的電腦模型中以尼斯模型初始條件者最能符合今日太陽系天體觀測結果。

### 後期重轟炸期
在月球和其他類地行星表面的撞擊坑紀錄是後期重轟炸期（Late Heavy Bombardment，LHB）的部分證據：在大約太陽系形成6億年後有大量撞擊事件在短時間內發生。尼斯模型中撞擊月球的微行星數量和後期重轟炸期中月球表面撞擊坑數量一致。

### 特洛伊天體和小行星帶

太陽系內類木行星位置變化模擬，直虛線為1:2共振位置。

當木星和土星軌道週期達到1:2共振後，公轉軌道將會被擾動。巨行星受重力遷移效應的結合會使已存在於木星和海王星軌道上 L4 和 L5 拉格朗日點的特洛伊天體變得不穩定。在這段時間中特洛伊天體共軌區域狀態是「動力學開放」。在尼斯模型中，離開了被擾動盤面的微行星大量通過拉格朗日點區域並短暫停留。在軌道不穩定時期結束以後，前述區域變成「動力學封閉」狀態，被捕獲的微行星就成為現在的特洛伊天體。今日的特洛伊天體就是來自於不穩定時期從原始小行星帶散射進入該區域被捕獲的。模擬的特洛伊天體分布在振動角、軌道離心率和高軌道傾角都和木星特洛伊的狀態相符合，而先前對軌道傾角的部分並不了解。
而海王星特洛伊在尼斯模型中的形成機制與木星特洛伊類似。
大量微行星可能也會在小行星帶外圍距離太陽稍大於2.6天文單位處被捕獲，也就是現在的希尔达族小行星分布位置。這些被捕獲的天體可能接著會因為受到撞擊造成表面被侵蝕，使這些天體的體積更小；之後就可能會受到太陽風或YORP效應影響。根據威廉·波特克等人的研究，超過90%的小天體都會被移除。伴隨這些侵蝕進行的體積頻率分布模擬結果良好地符合觀測結果，這代表木星特洛伊、希尔达族小行星和其他小行星帶較外側天體，例如所有D-型小行星都被認為是被捕獲且受到撞擊侵蝕的殘餘微行星，而矮行星穀神星可能也是這樣形成的。

### 外行星衛星系統
經由吸積盤的拖曳或撞擊等傳統機制而被捕獲的最原始不規則衛星會在整個系統不穩定且和行星交互作用期間散失。在尼斯模型中，有大量的微行星會和外行星產生交互作用，並且有部分會在和行星間發生三體作用時被捕獲。而微行星被巨冰行星捕獲的機率相對較高，大約稍高於10−7。這些新的衛星可以在幾乎所有角度上被捕獲，所以和土星、天王星和海王星的規則衛星不同的是，它們的軌道面並不在行星的赤道面附近。海王星最大衛星海衛一就被認為是在三體作用期間雙小行星系統被擾動後，其中一個較小的小行星被捕獲，成為海王星衛星。然而，這樣的雙小行星擾動機制也許無法產生大量的小型不規則衛星。部分行星間甚至可能發生過不規則衛星交換事件。
模擬的不規則衛星軌道結果相當符合不規則小行星軌道半長軸、軌道傾角和離心率等觀測結果，但在體積分布上並不符合。後續發生的這些被捕獲小天體之間互相撞擊可能產生了今日所觀測到的碰撞家族。這些撞擊事件也會使微行星體積變小。
目前在木星系統的模擬中沒有夠多的交互作用可以解釋木星的不規則衛星系統形成機制，也許可能有第二個機制或者是必須更新尼斯模型的參數。

### 柯伊伯帶的形成
外行星的遷移也必須考慮到對太陽系最外圍區域天體的影響。最初，柯伊伯帶內天體分佈密度遠高於現在，並且更靠近太陽。原始柯伊伯帶的最外緣大約距離太陽30天文單位，而內緣就剛好在形成時比今日更靠近太陽的天王星和海王星軌道之外（約15到20天文單位），並且當時天王星比海王星更遠離太陽。
包含冥王星在內的部份離散盤天體因為被海王星重力束縛而和海王星軌道週期共振。尼斯模型可以良好解釋柯伊伯帶內的共振海王星外天體，由其是2:5共振天體。當冥王星向外遷移時也接近原柯伊伯帶，將一些小天體捕獲在共振軌道上，並且有些天體進入混沌軌道。一般認為今日離散盤內天體位置是和海王星遷移軌道共振作用的結果。
然而，尼斯模型仍然沒有考慮到柯伊伯帶天體內的一些分佈特性。雖然尼斯模型能模擬傳統古柏帶天體中軌道傾角較高的「熱分佈」和較低傾角的「冷分佈」天體，模型中的平均軌道離心率（0.10-0.13）仍高於實際觀測值（0.07）。
這兩個不同分佈群不只是軌道不同，表面顏色也有差異。冷分佈天體的顏色較熱分佈偏紅，因此這兩個區域內天體被認為是在不同區域內由不同物質組成。熱分佈天體被認為是在木星附近形成，並且和巨行星因為交換角動量而被拋出。而冷分佈天體原本被認為是在比今日距離更近或更遠，但尼斯模型結果則顯示它是在海王星遷移時被掃到更外為區域，讓海王星軌道短時間內離心率高於今日。尼斯模型可以部分解釋冷分佈天體內的顏色差異，而冷分佈區域的模擬結果仍顯示形成於距離太陽較熱分佈天體遠的地方。不過仍無法解釋在冷分佈區域完全沒有外觀是灰色天體的原因。目前的解釋是天體的顏色差異可能至少部分原因是表面演化過程的結果，而並非完全是原始組成物質差異。
目前尼斯模型對於解釋雙古柏帶天體的分佈頻率仍有困難，而系統中天體大多相互距離相當遠，並且是鬆散的結合。

### 離散盤與奥尔特云
被木星散射的天體進入長橢圓形軌道而形成奥尔特云，而海王星遷移時散射程度較低的天體則形成了目前的柯伊伯帶和離散盤。

## 五顆行星的尼斯模型
冰巨星木星的頻繁彈射導致大衛尼斯沃尼和其他人假設早期太陽系有五顆巨型行星，而其中一顆在不穩定期間被逐出了。在最近的一項工作中，這個五顆行星的尼斯模型開始於3:2、3:2、2:1、3:2的巨型行星諧振鏈與在外環繞著它們的微行星盤。隨著共振鏈的斷裂，海王星首度向外遷徙，在28天文單位處開始與微行星盤遭遇。最初的遷移減少了外部盤面的質量，使木星的離心率維持著，並產生一個帶有傾斜分布的古柏帶，這與遷徙開始時如果有20個地球質量存在於微行星盤的觀測吻合。海王星因為在不穩定期間只有與冰巨星遭遇，因此它的離心率可以維持在很小，使它可以保留在原本的冰冷傳統帶。低質量的微行星帶，加上受到冥王星質量天體激發的傾斜和離心率，也有效的減少了土星內側衛星的冰損失。結合晚期共振鏈的斷裂和海王星遷移至28天文單位，在不穩定之前是不能與尼斯2模型結合。這個空隙可能被早期逃離共振，跨越數百萬年的緩慢塵埃驅動遷徙來聯結。最近的一項研究發現，五行星的尼斯模型在統計學上有再形成地球型行星的小概率。然而，這意味著不穩定發生在地球型行星形成之前，並且不可能是後期重轟炸期的來源， 早期不穩定的優勢是相當大的減少了木星和土星的半長軸的變動，維持了小行星帶。

## 外部連結
- Animation of the Nice model （页面存档备份，存于）
- Solving solar system quandaries is simple: Just flip-flop the position of Uranus and Neptune （页面存档备份，存于）